# Chusta Weroniki
Chusta Weroniki – obrazy olejne o tym samym tytule hiszpańskiego malarza pochodzenia greckiego Dominikosa Theotokopulosa, znanego jako El Greco.

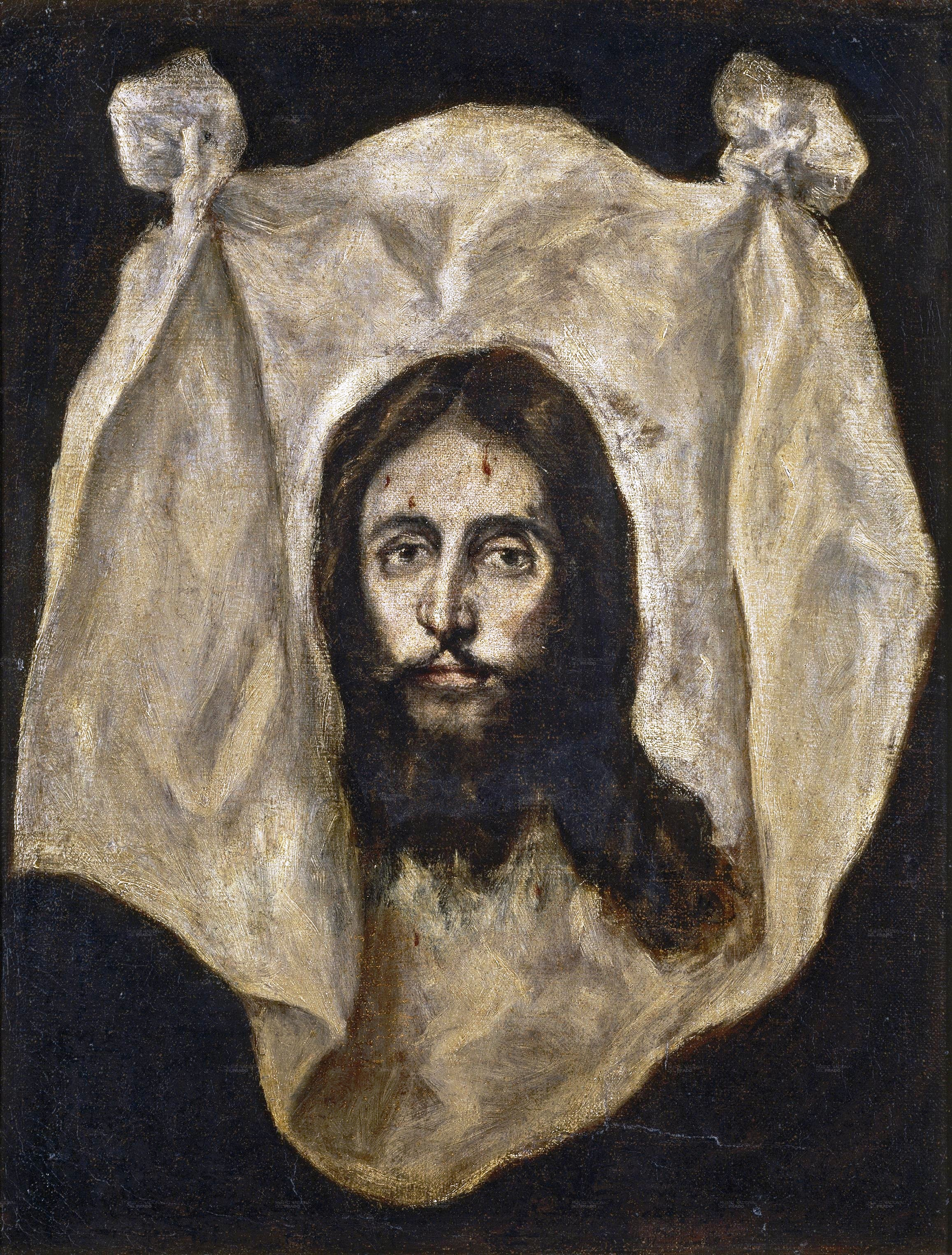
Chusta Weroniki
wersja z Prado
(1580),
51 × 66 cm

El Greco kilkakrotnie malował różne wersje chusty Weroniki. Po raz pierwszy wykonał ją w 1579 roku przy okazji realizacji zlecenia ozdobienia ołtarza głównego w kościele Santo Domingo el Antigua. Namalował wówczas chustę na zwieńczeniu ołtarza pod obrazem Trójca Święta. Dziesięć lat później El Greco namalował Świętą Weronikę trzymającą chustę, a następnie przynajmniej trzy wersje chust z wizerunkiem Chrystusa.

## Opis obrazów
W dwóch pierwszych wersjach, z Prado i z prywatnej madryckiej kolekcji, El Greco skoncentrował się na ukazaniu twarzy Chrystusa odbitej na kawałku białej tkaniny. Wizerunek ma jeszcze cechy bizantyjskiej ikonografii; jego twarz jest wydłużona, z wystającymi kośćmi policzkowymi podkreślonymi cieniami po obu stronach. Chusta zawiązana jest w dwóch górnych rogach, lekko zwinięta, ale na tyle by można było w całości zobaczyć wizerunek. Chrystus nie ma korony cierniowej, a na czole widać jedynie krople krwi. Takie ujęcie jest niemal kopią z kościoła Santo Domingo el Antigua w Toledo.
Rok później El Greco namalował Świętą Weronikę, a następnie kolejną wersją chusty, prawdopodobnie na prywatne zamówienie. Tym razem chusta (w dwóch górnych rogach) przybita jest dwoma gwoździami, jest bielsza i ozdobiona geometrycznym wzorem. Twarz Chrystusa nadal ma cechy bizantyjskiej ikonografii, ale na jego czole pojawiła się korona cierniowa, od której z poranionej głowy ściekają krople krwi.